# Borboroides perkinsi
Borboroides perkinsi är en tvåvingeart som beskrevs av Mcalpine 2007. Borboroides perkinsi ingår i släktet Borboroides och familjen myllflugor. Inga underarter finns listade i Catalogue of Life.